# PARVG
PARVG‏ (Parvin gamma) هوَ بروتين يُشَفر بواسطة جين PARVG في الإنسان.